# Station Gdynia Wielki Kack
Station Gdynia Wielki Kack is een spoorwegstation in de Poolse plaats Gdynia.